# Менорвілл (Нью-Йорк)
Менорвілл (англ. Manorville) — переписна місцевість (CDP) в США, в окрузі Саффолк штату Нью-Йорк. Населення — 14 317 осіб (2020).

## Географія
Менорвілл розташований за координатами 40°51′44″ пн. ш. 72°47′14″ зх. д. / 40.86222° пн. ш. 72.78722° зх. д. (40.862155, -72.787337).  За даними Бюро перепису населення США в 2010 році переписна місцевість мала площу 66,07 км², з яких 65,97 км² — суходіл та 0,11 км² — водойми.

## Демографія
Згідно з переписом 2010 року, у переписній місцевості мешкало 14 314 осіб у 5000 домогосподарствах у складі 3630 родин. Густота населення становила 217 осіб/км².  Було 5303 помешкання (80/км²).
Расовий склад населення:
| - 93,9 % — білих - 1,7 % — азіатів - 1,6 % — чорних або афроамериканців - 0,2 % — корінних американців - 1,2 % — осіб інших рас |

До двох чи більше рас належало 1,3 %. Частка іспаномовних становила 6,6 % від усіх жителів.
За віковим діапазоном населення розподілялося таким чином: 27,6 % — особи молодші 18 років, 60,1 % — особи у віці 18—64 років, 12,3 % — особи у віці 65 років та старші. Медіана віку мешканця становила 39,9 року. На 100 осіб жіночої статі у переписній місцевості припадало 98,0 чоловіків;  на 100 жінок у віці від 18 років та старших — 96,1 чоловіків також старших 18 років.
Середній дохід на одне домашнє господарство  становив 112 013 долари США (медіана — 104 519), а середній дохід на одну сім'ю — 132 910 доларів (медіана — 127 784). Медіана доходів становила 84 150 доларів для чоловіків та 60 604 долари для жінок. За межею бідності перебувало 4,6 % осіб, у тому числі 4,2 % дітей у віці до 18 років та 5,0 % осіб у віці 65 років та старших.
Цивільне працевлаштоване населення становило 6754 особи. Основні галузі зайнятості: освіта, охорона здоров'я та соціальна допомога — 24,9 %, науковці, спеціалісти, менеджери — 12,1 %, роздрібна торгівля — 11,5 %.